# Arval BNP Paribas
Arval BNP Paribas S.A. is een op autolease gericht bedrijf met hoofdkantoor in Parijs. Het Nederlandse hoofdkantoor is gevestigd in Houten, het Belgische in Zaventem. De Element-Arval Global Alliance is een van de grootste leasemaatschappijen ter wereld.
Eind 2023 beheerde Arval zo'n 1,7 miljoen voertuigen, verspreid over 56 landen. Inclusief de samenwerking met Element komt men uit op 4,4 miljoen voertuigen.

## Geschiedenis
Arval werd in 1989 in Frankrijk opgericht als onderdeel van Compagnie bancaire, een Franse bank. In 1991 werd het eerste buitenlandse filiaal, in België, geopend, waarna entiteiten volgden in de meeste overige Europese landen. In Nederland komt Arval voort uit de leasemaatschappij Arma, die door Arval werd overgenomen. Doordat Arval zich in de jaren '90 richtte op grote zakelijke klanten, kon in 1999 een eerste mijlpaal van 100.000 leasevoertuigen worden bereikt. In 1998 werden door de formatie van BNP Paribas S.A., uit een fusie van diverse banken, Arval en Europcar Lease France samengevoegd voor verdere groei.
Begin jaren 2000 werd de Europese tak van American Group PHH aangekocht, waarna het bedrijf enige tijd als Arval PHH door het leven ging. In de jaren 2000 breidde Arval ook uit naar landen op andere continenten, waaronder Brazilië, Rusland, Marokko en Turkije.
In 2006 werd Arval Trading opgericht, gericht op de verkoop van gebruikte leasevoertuigen. Arval Motortrade is het platform waar partijen zoals garages voertuigen die uit de lease komen kunnen aankopen. Het platform is alleen voor bedrijven toegankelijk. Een deel van de ex-leaseauto's wordt ook direct aan consumenten verkocht.
In 2007 werd ook Greenval Insurance opgericht, een eigen verzekeringstak binnen BNP Paribas, die autoverzekeringen verzorgt voor Arval-klanten. In 2014 volgde een fusie met Element Fleet Management. Sindsdien wordt de naam Element-Arval Global Alliance gevoerd. In 2015 werd GE Capital Fleet Services Europe aangekocht.

## Arval in Nederland
De Nederlandse tak van Arval is gevestigd in Houten. Het komt voort uit leasemaatschappij Arma, dat voor de overname door BNP Paribas een zelfstandige leasemaatschappij was. Arval neemt in Nederland een top-10 positie in qua aantallen leasevoertuigen.